# Kim Jae-joong
Kim Jae-joong ((en hangul, 김재중; en hanja, 金在中); romanización del japonés: キム・ジェジュン; Gongju, Chungcheong del Sur, 26 de enero de 1986) es un cantante, músico, compositor, productor, bailarín, actor, modelo, diseñador y empresario surcoreano. Saltó a la fama como miembro y vocalista principal del popular grupo TVXQ. Actualmente forma parte del dúo de K-pop JYJ.

## Biografía

### Adolescencia e infancia
Nació como Han Jae Joon en (한재준; 韩在俊) Gongju, Chungcheongnam-do (Chungcheong del Sur), Corea del Sur. Su día de nacimiento real fue revelado por su madre biológica como el 4 de febrero, pero fue registrado el 26 de enero del mismo año que fue adoptado. Cuándo era pequeño fue dado en adopción por su madre biológica a la familia Kim, y su nombre fue cambiado a Kim Jae Joong.
Sus padres biológicos se divorciaron, su madre biológica tuvo problemas económicos, fue por esto que, dio en adopción a su hijo. La familia Kim eran los dueños del restaurante donde la mamá de Jae joong trabajaba. Cuando tenía dieciséis años, él se mudó por su cuenta a Seúl, para poder participar en las audiciones promovidas por SM Entertainment. La vida para él en Seúl fue difícil y tuvo que trabajar en varios empleos para conseguir los ₩150,000 que pedían por la renta de un apartamento. En una ocasión participó como extra en la película surcoreana Taegeukgi Hwinallimyeo (태극기 휘날리며) en el rol de soldado. Con el dinero que obtuvo por su participación (₩80,000) compró goma de mascar en un lugar de ventas baratas e intentó revenderlas aunque, finalmente, se las vendió todas a una empleada que trabajaba en un supermercado, la cual tenía un hijo de la misma edad que Jae Joong. Esto fue contado por él en Happy Together 3, el 9 de octubre de 2008.
Es buen amigo del cantante chino Han Geng y del cantante japonés Tomohisa Yamashita.

## Carrera

### Música
- Kim Jae-joong fue elegido por la SM Entertainment en una audición de 500 participantes logrando un premio por mejor apariencia y pasando con éxito la prueba de canto. JaeJoong junto con TVXQ empezaron a brillar delante de toda Corea del Sur el 26 de diciembre de 2003 en una presentación de su compañera de agencia BoA y Britney Spears.
- Luego bastó que Hug, su primer sencillo alcanzará el #1 de popularidad, ganando un 'Inkigayo' de la SBS, en el mismo año. Este fue el exitoso impulso para su futura carrera musical.

### Actuación
- Junto con los otros miembros de TVXQ, Jaejoong ha protagonizado dos programas televisivos, Banjun Drama and Vacation.[2][3]
- Él ha protagonizado la película Heaven's Postman junto a la actriz Han Hyo Joo (estrenada en 2009). (천국의 우편 배달부).[4]
- JaeJoong ha participado en varios dramas, algunos de los más conocidos son: "Protect the Boss" -Protegiendo al jefe- (SBS) 2011, el drama histórico "Time Slip Dr. Jin" (MBC) 2012, "triángulo" (MBC TV) 2014, "Spy" (KBS 2TV) 2015. Después de regresar de su servicio militar, fue protagonista en "Manhole" (KBS2) en 2017.
- JaeJoong protagonizó la película "Code Name: Jackal" (2012) junto a su compañera de agencia Song Ji Hyo.
- Participó en "Sunao ni Narenakute" (Fuji TV, 2010) un dorama japonés.

### Pelea por su custodia
El 21 de noviembre de 2006, un hombre de apellido Han llenó una carta legal contra los tutores legales de Jaejoong. Han expresó que era el padre biológico de Jaejoong, y reclamaba sus derechos de paternidad.
Han citó la razón de la demanda, diciendo que había procedimientos mal hechos al registrar su custodia legal. Han se divorció de la madre de Jaejoong en los '80 y se rindió ante la custodia legal de su hijo, dejando a su esposa a cargo del niño. El Sr. Han se enteró pocos años atrás que su hijo no había sido criado por la Sra. Han sino por otra familia. Se requirió un examen de ADN para comprobar la validez de su petición, pero la demanda le fue negada puesto que su adopción se había realizado correctamente.
La primera audiencia se llevó al cabo en Kongju, la ciudad natal de Jaejoong. Las fanes se enteraron de todo esto por las noticias en TV, cuestionando porque Han no llamó privadamente a Jaejoong, y porque lo hizo cuando su hijo se volvió famoso.
El 22 de noviembre, Sr. Han bajo los cargos ante los tutores legales de Kim. Han dijo que su intención era resolver dudas acerca de la llamada al servicio militar de su hijo. Él expresó que no tenía intención de armar tremendo escándalo, y aclaró acerca de las especulaciones que decían que estaba por sacar provecho de la fama de Jaejoong. Hero reaccionando ante esto, escribió un mensaje en su página web oficial, y dijo que él ya sabía de la condición y existencia de sus padres biológicos, información que le dijo su madre 2 o 3 años antes, y que se impactó mucho al enterarse. Con el apoyo de su madre, su madre biológica fue capaz de encontrarse con él, y verlo de vez en cuando.
Jaejoong expresó su deseo de vivir bajo el nombre de -Kim Jaejoong- y prometió serle leal a sus cuatro padres. También añadió que no le gustaría que de nuevo la historia de su familia sea expuesta al público.

### Accidentes
En septiembre de 2005, mientras ensayaba los pasos de bailes para "Rising Sun" Kim se rompió el cartílago de la rodilla y fue llevado a un hospital en Seúl. Él se sometió a una cirugía el mismo día para reparar el tejido.
En 2012, JaeJoong cayó desde las alturas mientras grababa una escena del drama histórico "Time Slip Dr. Jin". A pesar de su accidente, JaeJoong asistió al fanmeeting de "Time Slip Dr. Jin" en Japón.

### JaeJoong ante China y el mundo entero
En una encuesta realizada por Starry Sky China's Xingkong Weishi-Satellite Channel JaeJoong fue elegido como "El hombre mas atractivo/bello de Asia". Este evento comenzó en enero, sobre todos JaeJoong logró el primer lugar con un total de 4,176 votos. Jaejoong viajó a Estados Unidos para realizar una gira mundial junto a los otros dos miembros de JYJ, Park Yoo Chun y Kim Jun Su, donde cientos de fanes acudieron para ver su presentación. En 2012 JYJ se convirtió en el primer grupo surcoreano en presentarse en América de Sur, visitando Chile y Perú.
Se decía que mantenía una relación sentimental con la cantante japonesa Ayumi Hamasaki pero esto fue relegado únicamente a rumores

### Servicio militar

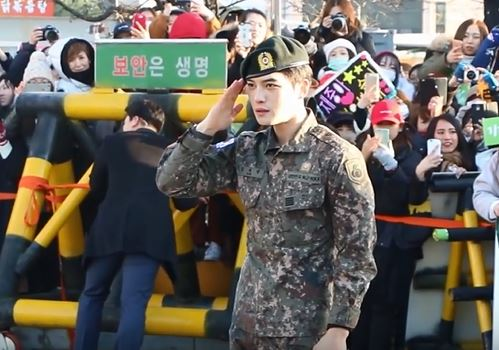
Kim Jae-joong en 2016.

Kim Jae Joong ingresa al servicio militar el 31 de marzo de 2015.-En Corea del Sur es obligatorio hacerlo, la incorporación debe ser como tope de edad a los 30 años, los coreanos deben cumplir 21 meses en el ejército, él personalmente comentó antes de ingresar que durante su estancia en el ejército se publicará su segundo álbum como solista. 
Ha trabajado muy duro antes de su incorporación al servicio militar: en la preparación y grabación de su segundo álbum, terminó las grabaciones del drama "Spy" dieciocho días antes de su marcha al ejército, también realizó dos conciertos para despedirse de sus fanes los días 28 y 29 de marzo de 2015. Kim Jae Joong no quiere llamar la atención, quiere cumplir el servicio militar como un coreano más y en silencio. Finaliza su período militar el 30 de diciembre de 2016.

### Funciones durante su servicio militar
Kim Jae Joong fue seleccionado para cantar en varios eventos de la milicia: 
Su primera participación fue en el recital de la división de infantería 55, él cantó "Though I Loved You" (cantante original: Kim Kwang-seok) el 22 de mayo de 2015.
También fue elegido para participar como un soldado en el "Love concert" para el 70 aniversario de la independencia de Corea el 11 de agosto de 2015. Pudiendo cantar varias canciones tal como "I’m a Butterfly" y "Running in the Sky" (cantante original: 이적 Lee Juk.
Participó, mediante una audición, en el Festival "13th Ground Forces" que se realizó del 2 al 6 de octubre de 2015. Cantando varios temas en solitario y junto a sus compañeros soldados; tanto en la 'Presentación Fringe’ como también en el escenario principal. 
Fue elegido para cantar en la ceremonia de cierre de "6th CISM World Games – Mungyeong Korea 2015" que se realizó el 11 de octubre de 2015.El 26 de octubre de 2015 cantó el himno nacional en la inauguración de la serie de béisbol 2015 KBO Korean.

## Discografía
Álbumes de estudio Corea
- 2013: WWW
- 2016: No. X

Mini Álbum Corea
- 2013: I
- 2020: Love Ballad

Mini Álbum Repackage Corea
- 2013: Y

Singles Corea
- 2013: One Kiss
- 2013: Sunny Day
- 2013: Butterfly
- 2016: You Know What?

Álbumes de estudio Japón
- 2019: Flawless Love

Álbumes Cover Japón
- 2019: Love Covers
- 2020: Love Covers Ⅱ

Singles Japón
- 2018: Sign/Your Love
- 2018: Defiance
- 2020: Brava!! Brava!! Brava!! / Ray of Light
- 2021: BREAKING DAWN (Japanese Ver.) Produced by HYDE

### Actividades como solista
- Junto con Micky YooChun compuso Colors, Melody and Harmony, además de "Been so long" y " Shelter"
- También compuso para el álbum "The Secret Code" la canción 9095.
- Compuso el sencillo 'Wasurenaide' dentro del sencillo Bolero.
- Cantó "Insa" ("Saludos", en Hangul: "인사") que se encuentra en el OST "A Millionaire's First Love"
- Cantó en japonés "MAZE" (sencillo "Keyword / Maze", TRICK versión 5)
- Tuvo un dueto junto con TSZX "Just for One Day" (Graceful álbum 4)
- Canto "I'ts only my world" durante el Wolrd Tour "Mirotic" junto a TVXQ en el año 2009
- A fines del 2012 se anunció que JaeJoong lanzaría su primer minialbum "I"
- El 26 de octubre de 2013 lanzó su primer álbum solista "WWW" con el concepto de "Sexy Rockstar Kim JaeJoong está de vuelta"
- Hasta la fecha, 2015, ha tenido varias apariciones en los eventos de la milicia como soldado de Corea.

## Filmografía

### Películas
| Año  | Título           | Rol           |
| ---- | ---------------- | ------------- |
| 2004 | Taegeukgi        | Extra         |
| 2009 | Heaven's Postman | Shin Jae Joon |
| 2012 | Jackal is Coming | Choi Hyun     |

### Series de televisión
| Año  | Título                      | Rol                          |
| ---- | --------------------------- | ---------------------------- |
| 2010 | Sunao ni Narenakute         | Park Seon Su/Doctor          |
| 2011 | Protect the Boss            | Cha Mu Won                   |
| 2012 | Dr. Jin                     | Kim Kyung Tak                |
| 2014 | Triangle                    | Jang Dong-chul/Heo Young Dal |
| 2015 | SPY                         | Kim Seon Woo                 |
| 2017 | Manhole                     | Bong Pil                     |
| 2024 | Borrador de malos recuerdos | Lee Goon                     |

### Aparición en videos musicales
| Año  | Canción               | Artista         |
| ---- | --------------------- | --------------- |
| 2009 | «Call Me»             | Taegoon         |
| 2010 | «Blossom»             | Ayumi Hamasaki  |
| 2012 | «Until the Sun Rises» | Baek Seung Heon |

### Revistas / sesiones fotográficas
| Año  | Título            | Notas                                                            |
| ---- | ----------------- | ---------------------------------------------------------------- |
| 2020 | Cosmoplitan China | (publicación de febrero) - junto a Han Geng y Tomohisa Yamashita |

## Premios
2010
- 14th Nikkan Sports Drama Grand Prix, Best Supporting Actor for Spring Season por Sunao ni Narenakute (Drama Japonés)
- Oricon Spring Drama Award, Spring Drama Most Interesting Actor por Sunao ni Narenakute (Drama Japonés)

2011
- SBS Drama Awards, New Star Award por Protect The Boss

2012
- MBC Drama Awards, Mejor Actor Masculino por Time Slip Dr. Jin

2013
- Seoul International Drama Awards 2013, Outstanding Korean Drama OST por "Living Like a Dream" (Dr. Jin)

2014
- Seoul International Drama Awards 2014, Mejor Actor Masculino por Triangle

Otros
- 2011: Shorty Awards, Mejor celebridad en Twitter
- 2012: Shorty awards, Mejor celebridad en Twitter
- 2011: 3.ª Convención K-pop en Filipinas, Hottest Male Artist
- 2012: 4.ª Convención K-pop en Filipinas, Hottest Male Artist